# Новый Бешпагир
Новый Бешпагир — посёлок в Шпаковском муниципальном округе Ставропольского края России.

## География
Новый Бешпагир расположен в западной части Ставропольского края, в 33 км от краевого центра и 34 км от районного центра. Ближайшие населённые пункты: посёлки Бешпагир, Овражный, Северный.
Южнее посёлка находится урочище Дальнегорьковское, за которым протекает река Горькая (правый приток Грачёвки). В 2 км к северо-западу от Нового Бешпагира, в междуречье Горькой и Кофанова, возвышается гора Жирная (543 м н.у.м.) — наивысшая точка Бешпагирских высот Ставропольской возвышенности. В 2,5 км севернее посёлка берёт начало балка Солонцовская, впадающая в реку Кофанова справа.
Посёлок находится в степной зоне провинции лесостепных ландшафтов Бешпагирских высот. В юго-западной части его территории сохранилась естественная степная растительность, представленная разнотравно-дерновиннозлаковым и ковыльно-бородачёвым сообществами.
В 5 км юго-восточнее Нового Бешпагира расположен ботанический памятник природы «Четвёртая балка» — реликтовый участок целинной злаково-разнотравной дерновинной степи площадью 16,2 га. Среди произрастающих здесь растений присутствуют редкие молочай остроконечный, касатик (ирис) ненастоящий, пион тонколистный, птицемлечник магнум.

## История
На километровой карте Генштаба Красной армии 1941 года посёлок подписан как ВНИИОК. Название связано с тем, что на территории этого населённого пункта размещалось опытное хозяйство Всесоюзного научно-исследовательского института овцеводства и козоводства (сокращённо ВНИИОК). В 1961 году хозяйство преобразовано в отделение № 5 опхоза «Темнолесский».
С августа 1942 года посёлок находился в оккупации. Освобождён 18 января 1943 года.
С 1953 года началось благоустройство усадьбы и отделений опхоза «Темнолесский» в соответствии с утверждённым генеральным планом. «Ростовский проектный институт составил генеральный план центральной усадьбы [пос. Цимлянский] и посёлка пятого отделения [пос. Новый Бешпагир], — сообщалось в газете „Коммунистический маяк“. — Мелкие населённые пункты, находящиеся на территории опхоза, ввиду их неперспективности, было решено не расширять, так как население, проживающее в них, со временем должно переселиться на центральную усадьбу и посёлок пятого отделения. Проект планировки был составлен исходя из нормы жилой площади на первую очередь — 9 квадратных метров, на весь проектный срок — 15 квадратных метров на каждого человека. Первый генеральный план лёг в основу застройки и центральной усадьбы, и посёлка пятого отделения».
В 1962 году посёлок вошёл в состав вновь образованного Цимлянского сельсовета c центром в посёлке Цимлянском.
В 1972 году Указом Президиума ВС РСФСР посёлок отделения № 5 опхоза «Темнолесский» переименован в Новый Бешпагир.
На карте Генштаба ВС СССР 1985 года издания для Нового Бешпагира указана численность населения около 640 человек. В 1991 году, по информации на сайте администрации Цимлянского сельсовета, в посёлке насчитывалось 163 двора и 405 жителей.
К первой половине 1990-х гг. качество жизни населения посёлка значительно ухудшилось. Газета «Ставропольские новости» писала в 1994 году: «…и экономика, и культура, и социальная сфера пришли в упадок. Село оказалось лишённым автобусного сообщения, телефонной связи. Плохо со снабжением водой, так как водопровод, эксплуатирующийся 40 лет, требует капитального ремонта. Свёрнуто бытовое обслуживание. Большие трудности и перебои в обеспечении углём, дровами, газовыми баллонами (сетевой газ сюда не подведён)». С приходом нового руководства опхоза некоторые проблемы удалось решить: в частности, был восстановлен автопарк хозяйства, сохранена МТФ, запущены гречкозавод и минипекарня. В том же 1994-м, на основании постановления главы администрации Шпаковского района, было вновь открыто автобусное сообщение с краевым центром (три раза в неделю).
В 1996—2020 гг. Новый Бешпагир входил в состав упразднённого Цимлянского сельсовета Шпаковского муниципального района.

## Население
| 1989 | 1991 | 2002 | 2010 | 2013 | 2014 |
| ---- | ---- | ---- | ---- | ---- | ---- |
| 420  | ↘405 | ↘362 | ↘277 | ↗290 | ↗300 |

По данным переписи 2002 года, 71 % населения — русские.

## Застройка и инфраструктура
Жилая застройка в основном представлена индивидуальными усадебными жилыми домами. Общественный центр смещён к северной части посёлка.
На территории населённого пункта находятся:
- основная общеобразовательная школа № 21 (открыта 1 сентября 1951 года)[33],
- библиотека-филиал № 5[34],
- фельдшерско-акушерский пункт[35],
- другие объекты культурно-бытового обслуживания[32].

Улично-дорожная сеть состоит из пяти улиц: Мирной, Советской, Центральной, Школьной и Южной. Советская — самая длинная улица в Новом Бешпагире, её протяжённость — 0,5 км. Она же — единственная в посёлке улица с асфальтовым покрытием.
В посёлке есть пруд. В 2 км от населённого пункта расположено общественное открытое кладбище.
Новый Бешпагир газифицирован в 2013 году. Водоснабжение обеспечивается от Шпаковского группового водовода, по которому в посёлок поступает вода из Сенгилеевского водохранилища.

## Транспорт и связь
По территории посёлка проходят автодорога местного значения Цимлянский — Северный — Новый Бешпагир и автодорога регионального значения М-29 «Кавказ» — Янкуль — Новый Бешпагир — Грачёвка.
В Новый Бешпагир регулярно заезжает автобус, следующий по межмуниципальному маршруту «Новый Янкуль — Ставрополь».
В посёлке работает отделение почтовой связи (индекс 356228). В 2019 году установлена базовая станция сотовой связи МТС.